# 말라테스타 4세 발리오니

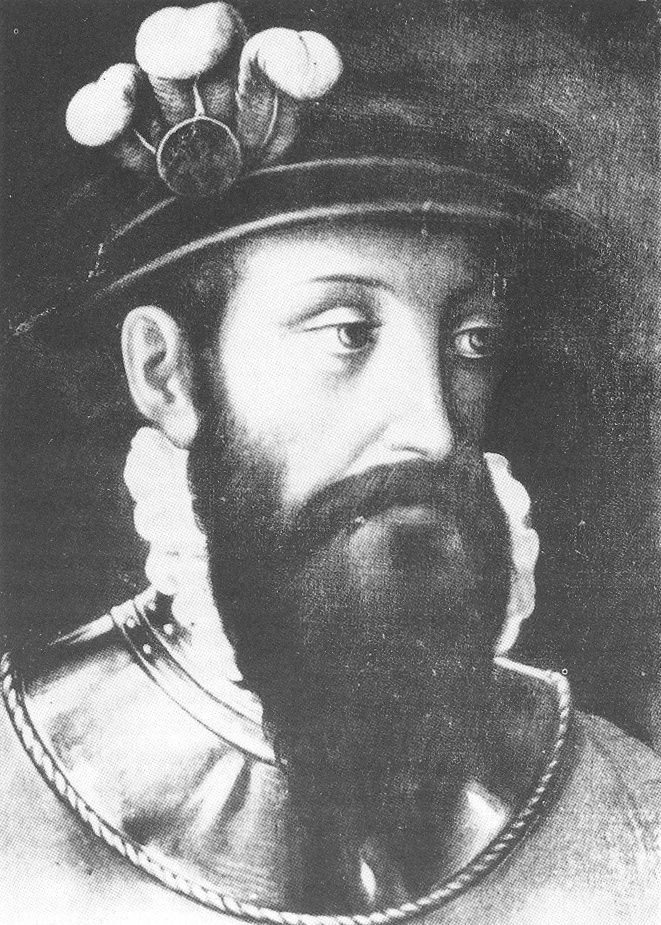

말라테스타 4세 발리오니 (Malatesta IV Baglioni, 1491년 – 1531년 12월 24일)는 이탈리아의 콘도티에로 및 페루자, 베토나, 스펠로와 움브리아 지역 일대의 영주이다.

## 생애
페루자의 통치자 잔 파올로 발리오니와 이폴리타 콘티 (Ippolita Conti) 사이에 아들로 태어났다. 어린 나이부터 아버지의 사업에 동행했으며, 15세에는 베토나 (Bettona) 백작이였다. 이후 이탈리아 전쟁 기간에 그는 베네치아 공화국 측에서 복무하며, 로디와 크레모나를 점령해냈다. 1527년에 그는 형제와 숙부를 제거한 이후에 페루자의 종주권을 얻을 수 있었다.
코냐크 동맹 전쟁 동안에, 말라테스타는 피렌체 공화국의 방어를 맡기위해 페루자를 이탈리아의 황제군 총사령관이던 필리베르 드 샬롱에게 맡겼다. 교황 클레멘스 7세와  황제군 측의 비밀 협정에서 피렌체의 콘도티에로 행위를 끝내면 페루자를 받게 될 것이라 했다.
그의 반역 행위는 피렌체군 지휘관 프란체스코 페루치가 황제군에게 궤멸당한 가비아나 전투가 일어난 1530년 8월 30에 밝혀졌다. "이 배신자 말라테스타!"라는 페루치의 외침은 유명하게 되었다. 발리오니는 이렇게 9월 20일 페루자로 돌아올 수 있었다.
그는 다음 해 베토나에서 사망했다.